# ボードゥアン・ダヴェーヌ
ボードゥアン・ダヴェーヌ（Baudoin d'Avesnes, 1219年 - 1295年4月10日）は、アヴェーヌ領主ブシャール4世とフランドル女伯・エノー女伯マルグリット2世の息子。両親の結婚は無効とされたが、後にフランス王ルイ9世の勧めにより教皇はボードゥアンを嫡出であると宣言した。1246年、ボードゥアンはアパナージュとしてボーモンを与えられた。

## 生涯
ボードゥアンは兄ジャン1世とともに、母の再婚で生まれた異母弟ギヨーム2世と生涯争った。ボードゥアンはトラズニーで行われた馬上槍試合においてギヨーム2世が死去した事故に関係があったといわれた。ペロンヌの勅令および兄ジャン1世の死の後、ボードゥアンは母マルグリットと和解し、マルグリットはボードゥアンを雪辱戦のためにナミュールへ送った。
1287年、ボードゥアンはダンケルクとヴァルヌトンをフランドル伯ギー・ド・ダンピエールに売却した。また、ボードゥアンは年代記作者としても知られており、『Chronique Universelle』を著した。
中世研究家シャルル・ヴェルリンデンは、外交官ボードゥアン・ド・エノーをボードゥアン・ダヴェーヌと同一人物としている。

## 結婚と子女
1243年、ボードゥアンはヴェルヴァン領主トマ2世・ド・クシーの娘フェリシテ（1220年 - 1307年）と結婚し、以下の子女をもうけた。
- ジャン（1283年没） - 初代ペンブルック伯ウィリアム・ド・ヴァランスの娘アグネスと結婚[1]。アグネスはスコットランド王ジョン・ベイリャルの兄ヒューの未亡人であった。
- ベアトリス（1321年没） - ルクセンブルク伯ハインリヒ6世と結婚[3]